# Steatoda apacheana
Steatoda apacheana là một loài nhện trong họ Theridiidae.
Loài này thuộc chi Steatoda. Steatoda apacheana được Willis J. Gertsch miêu tả năm 1960.